# Paulo Jorge (football, 1980)
Pour les articles homonymes, voir Paulo Jorge.
Paulo Jorge, de son vrai nom Paulo Jorge Soares Gomes, né le 16 juin 1980 à Braga, est un footballeur portugais.

## Biographie
Paulo Jorge joue pour le club de sa ville natale, le Sporting Braga, pendant la grande majorité de sa carrière. Il commence, en tant que professionnel, en 2002-2003. Rapidement après ses débuts en première division, il devient le capitaine du club. 
Bien que joueur défensif, Jorge marque tout de même cinq buts en championnat lors de la saison 2006-2007, aidant le club à terminer quatrième, ainsi que deux en Coupe de l'UEFA, contre Tottenham Hotspur et le Chievo Vérone. 
En 2008-2009, il est absent des terrains pour la grande majorité de la saison, en raison de plusieurs interventions chirurgicales pour un mal de pied. Son retour n'a lieu que le 1er mai 2009, contre Rio Ave (0-0), ce sera son seul et unique match de la saison. 
Le 10 juin 2009, le conseil d'administration de l'APOEL Nicosie annonce la signature du joueur pour un contrat de deux ans. Paulo Jorge est sacré champion de Chypre en 2011 avec ce club.
En 2012, il rejoint l'équipe de l'Anorthosis Famagouste.

## Palmarès
- Champion de Chypre en 2011 avec l'APOEL Nicosie
- Vainqueur de la Supercoupe de Chypre en 2009 et 2011 avec l'APOEL Nicosie
- Finaliste de la Coupe de Chypre en 2010 avec l'APOEL Nicosie